# 이마요시 메구미
이마요시 메구미(今吉 めぐみ, 1987년 8월 13일~)는 일본의 여성 아이돌 그룹 SDN48의 전 멤버이다. 구마모토현 출신이다. 아키 프로듀션 소속이다. 1기생 우메다 하루카, 카이다 쥬리, 카토 마미, 2기생 KONAN, 이토 마나, 호소다 미유우와 유닛 「7 cm(현 TRYOUT ex.7 cm)」결성하였다.

## 참가 유닛곡
싱글 CD 참가곡
1. 고독의 러너(孤独なランナー)
2. 에로스의 트리거(エロスのトリガー) - 언더걸즈 A 명의
3. 아와지 섬의 양파(淡路島のタマネギ) - 언더걸즈 B 명의
4. 아바즈레(アバズレ) - 언더걸즈 B 명의
5. 카샤사로 자백한다(カシャーサで自白する) - 언더걸즈 B 명의
6. 위에서 나츠코(上からナツコ) - 언더걸즈 B 명의
7. 끝나지 않는 앵콜(終わらないアンコール)

SDN48 1st Stage 2기생 「유혹의 카터(誘惑のガーター)」공연
1. Never!
2. 올인(オールイン)